# 黃一飛
黃一飛（英語：Wong Yat Fei，1942年7月19日—），原名黃啟宇，出生於澳門，香港影視男演員，曾為佳藝電視、麗的電視（後易名亞洲電視）及無綫電視藝員。

## 簡歷
黃一飛初期於佳藝電視以及已倒閉後轉投麗的電視（亞洲電視前身）演出，以跑龍套為主，其後加盟無綫電視，在1983年《射鵰英雄傳》演出馮長老，戲份不算很多，後來還有《蓋世豪俠》、《他來自江湖》、《大時代》、《壹號皇庭》、《卡拉屋企》等連續劇，基本上全是配角。他較為人熟悉的是在1990年綜藝節目《笑星救地球》的演出，節目中他靠著個人的喜劇感取得了一定知名度。
黃一飛在1990年代中開始演出電影，其中包括1991年《與龍共舞》。後來他多次演出周星馳電影系列，包括《九品芝麻官》、《破壞之王》、《百變星君》、《審死官》等等。2001年他在《少林足球》裡飾演喜劇感十足的大師兄「鐵頭功」，也因此得到了該年度香港電影金像獎、香港電影金紫荊獎的最佳男配角。

## 電視作品

### 電視劇集（佳藝電視）
- 1978年：《流星蝴蝶劍》飾 知府

### 電視劇集（麗的電視/亞洲電視）
- 1979年：天蠶變 飾 周家長生店老闆
- 1980年：浮生六劫 飾 新聞記者
- 1980年：人在江湖 飾 貴利王
- 1980年：大地恩情（金山夢） 飾 徐安
- 1980年：大內群英 飾 玄機子
- 1980年：大內群英續集 飾 靈犬寺住持
- 1980年：太極張三丰 飾 玉器店主
- 1981年：女媧行動 飾 楊超
- 1981年：浴血太平山 飾 陳伙根
- 1981年：大俠霍元甲
- 1981年：甜甜廿四味 飾 書店老闆
- 1981年：馬永貞 飾 楊老闆
- 1982年：陳真
- 1983年：再向虎山行 飾 陳副官
- 1984年：四大名捕
- 1984年：霍東閣 飾 聶雲台
- 1984年：云海玉弓缘 饰 金日磾
- 1985年：八仙過海 飾 泰父
- 1999年：陳夢吉傳奇 飾 武公公
- 2000年：快活谷 飾 唐官
- 2002年：搶槓夫妻 飾 連高
- 2007年：激流青春

### 電視劇集（無綫電視）
- 1979年：抉擇 飾 阿財
- 1980年：親情
- 1982年：天龍八部之六脈神劍 飾 古廟老伯
- 1983年：奔向太陽
- 1983年：射鵰英雄傳 飾 馮長老
- 1984年：鹿鼎記 飾 耿精忠
- 1985年：新紮師兄續集 飾 家俬鋪老闆
- 1986年：狄青
- 1986年：孖寶太子
- 1987年：生命之旅 饰 陈占明（第30话，出了名的私家侦探记者）
- 1988年：誓不低頭 飾 黃忠
- 1988年：太平天國 飾 縣官
- 1988年：大茶園 飾 拉車夫
- 1988年：無名火 飾 黃富
- 1988年：鬥氣一族 飾 李小川
- 1988年：絕代雙驕 飾 轩辕三光
- 1989年：吉星報喜
- 1989年：蓋世豪俠 飾 天鵬
- 1989年：他來自江湖 飾 雞泉（雞Sir）
- 1989年：回到唐山
- 1989年：黃土恩情 飾 霍保遠
- 1989年：晉文公傳奇 飾 縣官
- 1990年：笑傲在明天 飾 謝有財
- 1991年：卡拉屋企 飾 苗朝偉（賭神）
- 1992年：壹號皇庭 飾 余招財
- 1992年：大時代 飾 發（第6-7集）
- 1992年：風之刀 飾 朱皇
- 1992年：兄兄我我 飾 鵬飛社社長
- 1992年：水滸英雄傳 飾 王英
- 1993年：如來神掌再戰江湖 飾 三山道長
- 1993年：大頭綠衣鬥殭屍 飾 師爺
- 1993年：魔刀俠情 飾 五大敷
- 1993年：天倫 飾 林波
- 1993年：金牙大狀 飾 阿飛
- 1993年：壹號皇庭II 飾 余招財
- 1993年：超能幹探Supercop 飾 陳錦
- 1993年：馬場大亨 飾 鄭森
- 1994年：射鵰英雄傳 飾 段天德
- 1994年：阿SIR早晨 飾 許老師（縮頭許）
- 1995年：金牙大狀（貳） 飾 阿飛
- 1995年：真情 飾 阿梁
- 1995年：尋龍劍俠賴布衣
- 1996年：河東獅吼
- 1996年：笑傲江湖 飾 吳天德
- 1997年：大刺客之大唐聶隱娘 飾 燕龍

### 外購劇／陸劇
- 1999年：少年英雄方世玉 飾 苗顯
- 2001年：小寶與康熙 飾 多隆
- 2001年：棋武士 飾 皇帝
- 2004年：功夫足球 飾 鐵如冰
- 2006年：棟篤狀王（新九品芝麻官） 飾 段大人
- 2012年：審死官
- 2014年：包笑公堂（网剧）飾 太師(客串)
- 2015年：九星天辰诀（网剧）
- 2015年：暗黑者第二季（网剧）
- 2016年：西涯侠（网剧）飾 飛叔(客串)
- 2022年：嶗山探花郎(2014年拍攝）飾 遲耀祖

### 台灣電視劇
- 2008年：無敵珊寶妹 （三立）飾 胡廣
- 2010年：星光下的童話 （華視）飾 孫旺

## 電影作品

### 電影
- 1983年：田雞過河 飾 德叔餐廳的員工
- 1983年：猛鬼出籠 飾 陳師傅
- 1988年：長短腳之戀 飾 超市老闆
- 1986年：俾鬼捉 飾 戴耳龍的師爺
- 1989年：捉鬼有限公司 飾 電器行老闆
- 1989年：愛人同志 飾 飛叔
- 1990年：笑星撞地球 飾 飛哥
- 1991年：五億探長雷洛傳 飾 霞父
- 1991年：捉鬼專門店 飾 酒店員工
- 1991年：沙灘仔與周師奶 飾 生秀
- 1991年：與龍共舞 飾 店員阿蟲
- 1991年：一世好命 飾 小偷
- 1992年：審死官 飾 阿福
- 1992年：賭城大亨之新哥傳奇 飾 曾志偉
- 1992年：嘩鬼旅行團 飾 傻叔
- 1993年：濟公 飾 天將麒麟怪
- 1994年：破壞之王 飾 榮記冰室老闆
- 1994年：九品芝麻官 飾 陳百祥知縣
- 1994年：國產凌凌漆 飾 犯人（文盲）
- 1995年：回魂夜 飾 保安鐵膽
- 1995年：十兄弟 飾 大福
- 1995年：百變星君 飾 李軋誠
- 1996年：大內密探零零發 飾 白雲城主葉孤城
- 1998年：行運一條龍 飾  高佬偉(黑社會大佬)
- 2001年：少林足球 飾 大師兄鐵頭功
- 2002年: 乾柴烈火 飾 醫師
- 2002年：賭俠2002 飾 麥兜大師
- 2006年：野蠻秘笈 飾 空空大師
- 2007年：美女食神 飾 牙擦蘇
- 2007年：雀聖3:自摸三百番 飾 老千
- 2008年：功夫灌籃 飾 周校長
- 2014年：等一個人咖啡 飾 鐵頭社創社社長
- 2016年：斗地主传奇（網絡電影）
- 2016年：失眠男女
- 2016年：江湖侠客令之群侠归来（網絡電影）
- 2016年：仙俠學院（網絡電影）飾 掃地老頭
- 2017年：鹹魚傳奇
- 2019年：功夫营救
- 2019年：无品大将美人面(網絡電影)
- 2019年：梦想之战：踢球吧阿妹
- 2019年：灶神来了
- 2020年：如来神掌(網絡電影)
- 2020年：曝·光(網絡電影)
- 2021年：非常·主播
- 2021年：齊天大聖·無雙(網絡電影)
- 2022年：烏龍院(網絡電影)
- 2024年：功夫乒乓

### 綜藝節目
- 1988年: 點解咁好笑
- 1989年: 歡樂今宵
- 1990年: 笑星救地球

## 得獎
- 2002年：香港電影金像獎　：最佳男配角：黃一飛（少林足球）
- 2002年：香港電影金紫荊獎：最佳男配角：黃一飛（少林足球）

## 香港演藝人協會
- 黃一飛（WONG KAI YUE）

## 外部連結
- 黃一飛在香港影庫上的簡介
- 黃一飛的新浪微博
- 黄一飞的抖音